# Parti démocratique (Curaçao)
Le Parti démocratique ((nl) : Democratische Partij ; (pap) : Partido Democraat) est un parti politique de Curaçao fondé en 1944 dont le premier président fut Efraïn Jonckheer. 
Avec un arrière-plan libéral, le DP joue un rôle dominant dans la politique des Antilles néerlandaises, en particulier dans les années cinquante et soixante. De 1954 à 1968, Jonckheer est Premier ministre, ce qui en fait le Premier ministre ayant eu la plus longue carrière dans l’histoire du Royaume des Pays-Bas. Cependant, le parti perd de  son influence après les émeutes de 1969 à Curaçao. 
Au cours des décennies suivantes, l’influence du PD a continué de diminuer, en partie à cause de l’émergence de nouveaux partis. Bien que le parti soit brièvement retourné au Conseil insulaire de Curaçao (nl) lors des élections de 2007 (en), il n'est plus depuis représenté dans ce conseil.